# Nekmaria
Nekmaria là một đô thị thuộc tỉnh Mostaganem, Algérie. Dân số thời điểm năm 2002 là 9.104 người.